# Le Club des 100 watts
 (mars 2019).
Si vous disposez d'ouvrages ou d'articles de référence ou si vous connaissez des sites web de qualité traitant du thème abordé ici, merci de compléter l'article en donnant les références utiles à sa vérifiabilité et en les liant à la section « Notes et références ».
Le Club des 100 watts, puis Les 100 watts est une émission de télévision jeunesse québécoise diffusée durant sept saisons du 29 août 1988 au 2 juin 1995 à Radio-Québec animée par Marc-André Coallier, et par Jean-Marie Lapointe pour la dernière saison.

## Synopsis
L'émission, visant un public pré-adolescent, se disait interdite aux adultes, tel que l'indiquait son générique. Diffusés en toute fin d'après-midi, les épisodes portaient chacun sur des thèmes desquels se basaient les dramatiques ou les sketchs humoristiques. Chaque épisode voyait également l'animateur recevoir un invité. Les sections dramatiques, interprétées par des comédiens et diffusées en moyenne dans un épisode sur deux, montraient la vie de jeunes et de leurs familles. Les sketchs humoristiques, eux, étaient interprétés par des comédiens ou des humoristes reconnus tels que Marc Labrèche, Claude Legault, Guylaine Tremblay et Bernard Fortin, et étaient aussi diffusés en moyenne dans la moitié des épisodes. 
Les 100 Watts, en quelque sorte une suite logique à l'émission Passe-Partout, donnait la parole aux jeunes, qui participaient à des capsules et à des vox pops. Les concours de lip sync du Club des 100 Watts étaient l'occasion pour certains jeunes de faire valoir leur amour de la musique et leur talent devant la caméra.
Le slogan "Interdit aux adultes" est aussi le titre d'un album de Marc Favreau paru 1974, auquel il semble faire référence.
Au printemps 1994, Marc-André Coallier annonce son départ de l'émission, désirant se consacrer à des émissions plus familiales. Fin août, Jean-Marie Lapointe est annoncé comme nouvel animateur, le titre de l'émission est écourté à Les 100 watts, et débute le 2 octobre 1994. Le succès de la nouvelle formule n'étant pas au rendez-vous, l'émission pris fin au printemps 1995.

## Distribution
Animateur: Marc-André Coallier, puis Jean-Marie Lapointe
Acteurs :
- Bernard Fortin
- Sylvie-Marie Gagnon
- Vincent Lemay-Thivierge
- Albert Michel
- Anaïs Barbeau-Lavalette
- Marc Labrèche : le Prof Bof (« le prof Bof, c'est c'est c'est... un rough and tough »)
- Claude Legault
- Annie Major-Matte
- Guylaine Tremblay
- Jean-Guy Bouchard : le vendeur Snoreau Menteur (« après tout, est-ce que je vous ai déjà conté des menteries ? »)
- Luc Guérin : Claude Freddycula
- Benoît Brière
- Tobie Pelletier
- Antoine Mongrain
- Jessica Barker
- Pierre-Luc Brillant
- Charles Vinson

## Équipe technique
- Concepteur : Jean-Pierre Morin
- Réalisateur : Louis Fraser, Michel Jacques, Pascal Cusson, Martin Barry
- Scénarios : Joanne Arseneau, Pierre-Yves Bernard, Sylvain Charbonneau, Isabelle Doré, Josée Plourde
- Musique : Alain Couture
- Costumes : Marcella Léporé
- Accessoiriste : Guy Martin

## Thème musical
Le thème musical, Allume tes 100 Watts, est interprété par Alain Couture, qui est devenu quelques années plus tard le chanteur du Mercedes Band, découvert lors de l'émission L'Heure JMP en 1996 à TQS.

## Honneurs
- 1989 à 1992 : Prix Gémeaux : Meilleure émission ou série jeunesse : variétés et/ou information
- 1990 à 1993 : Prix Gémeaux : Meilleur texte : émission ou série jeunesse : toutes catégories
- 1989 à 1992 : Prix Gémeaux : Meilleure animation : jeunesse